# Stephan Kuhn
Stephan Kuhn (* 29. Dezember 1964 in Höxter) ist ein ehemaliger deutscher Fußballspieler.

## Karriere
Als Jugendlicher spielte der im nordrhein-westfälischen Höxter, nahe den Grenzen zu Niedersachsen und Hessen, geborene Stephan Kuhn beim niedersächsischen SC Lauenförde. Zuletzt kam er dort auch im Herrenbereich in der Kreisliga zum Einsatz. 1983 erfolgte ein Wechsel nach Nordhessen zum KSV Hessen Kassel, womit er einen beachtlichen Karriereschritt vollzog, da er bereits in der ersten Saison in der Zweitligamannschaft zum Einsatz kam. Gleich am ersten Spieltag der 2. Bundesliga 1983/84 wurde er in der 79. Minute eingewechselt und kam damit zu seinem Profidebüt. Insgesamt wurde er in dieser Saison neunmal in der ersten Mannschaft eingesetzt. 1984/85 kam er dort nicht zum Einsatz. In der Rückrunde 1985/86 folgten wieder Zweitligaspiele, ehe er 1986/87 den Durchbruch schaffte. Er bestritt 35 von 38 Saisonspielen, jedes davon von Beginn an. Die Spielzeit endete allerdings mit dem Abstieg des KSV in die Oberliga.
Kuhn wechselte zur SG Wattenscheid 09 und blieb damit Zweitligaspieler. Bei der SG Wattenscheid avancierte der Defensivspieler sogar zum Torjäger und erzielte 1987/88 13 Tore. In der internen Torschützenliste lag er damit an zweiter Stelle. Die Mannschaft verpasste unter Trainer Gerd Roggensack mit einem vierten Platz, punktgleich mit dem drittplatzierten SV Darmstadt 98, knapp die Spiele um den Aufstieg in die Bundesliga. Kuhn verließ Wattenscheid nach einer Saison und wechselte für 1,3 Millionen Mark zum Bundesligisten 1. FC Nürnberg. Sein Bundesligadebüt gab der inzwischen 23-jährige am 1. Spieltag der neuen Saison. In seiner Zeit beim „Club“ war er meistens Stammspieler. 1990 kehrte er zur SG Wattenscheid zurück (Ablösesumme: 458.000 Mark), die gerade in die erste Liga aufgestiegen war. Bei seinem zweiten Engagement in Bochum-Wattenscheid war er nicht immer in der Startelf gesetzt. Mit Sobiech, Bach, Neuhaus und Emmerling stand Trainer Hannes Bongartz nämlich die eingespielte Viererkette der Aufstiegssaison zur Verfügung, zudem kam mit Hans Werner Moser vor der Saison ein weiterer Abwehrspieler, der sich einen Stammplatz erkämpfte. 1991/92 spielte Kuhn sogar nur fünfmal und verließ den Verein.
1992/93 wechselte er zu den Stuttgarter Kickers (2. Liga). Dort war er wieder eine feste Größe und bestritt auch die ersten drei Spiele der Folgesaison – danach aber kein einziges mehr. Zur Saison 1994/95 kehrte er zu Hessen Kassel zurück (inzwischen umbenannt in FC Hessen Kassel). Dort spielte er bis 1997 in der Regionalliga Süd und beendete danach seine höherklassige Karriere. Es folgten Stationen bei der SG Kaufungen (Landesliga 1997/98, Bezirksoberliga 1998/99) und bei der TSG Wattenbach (Landesliga 1999 bis 2003).

### Statistik
| Liga          | Spiele (Tore) |
| ------------- | ------------- |
| Bundesliga    | 077 0(4)      |
| 2. Bundesliga | 122 (17)      |
| Regionalliga  | 072 0(6)      |
| Wettbewerb    |               |
| DFB-Pokal     | 013 0(1)      |